# Långasjönäs pappersbruk
Långasjönäs pappersbruk låg i Asarums socken, 7 km norr om Karlshamn i Blekinge. Idag återstår endast ruiner; lämningen är klassad som en fornlämning. Den ligger intill Mieån mellan Långasjön och Bruksgylet.
Pappersbruket anlades i slutet av 1700-talet och var i drift fram till 1919 då det förstördes i en brand. Tidigare låg även en såg och en kvarn på platsen. Som ämne vid papperstillverkningen användes linnelump.
På platsen finns lämningar efter, utöver själva pappersbruket, ett boningshus samt tre andra husgrunder. Pappersbruksruinen är 30 gånger 12 meter stor och upp till sex meter hög. Den utgör resterna efter en bruksbyggnad av sten som uppfördes efter en brand 1857. Inom området finns dessutom dämme, uppbyggda vattendelare, hjulrännor samt kallmurning längs åns sidor. Ruinen har renoverats flera gånger sedan 1980-talet. 